# FC Rouen
FC Rouen är en fransk fotbollsklubb från Rouen. Klubben grundades 1899 och spelar på Stade Robert Diochon.